# Denis Igorewitsch Jeschow
Denis Igorewitsch Jeschow (russisch Денис Игоревич Ежов; * 28. Februar 1985 in Toljatti, Russische SFSR) ist ein russischer Eishockeyspieler, der seit Juli 2018 beim CS Progym Gheorgheni unter Vertrag steht.

## Karriere
Denis Jeschow begann seine Karriere als Eishockeyspieler in seiner Heimatstadt in der Nachwuchsabteilung des HK Lada Toljatti, für dessen Profimannschaft er in der Saison 2001/02 sein Debüt in der Superliga gab. Dabei blieb er in 15 Spielen punktlos und erhielt sechs Strafminuten. In der folgenden Spielzeit spielte er für Ladas zweite Mannschaft in der drittklassigen Perwaja Liga, während er parallel für den ZSK WWS Samara in der Wysschaja Liga, der zweiten russischen Spielklasse, auflief. Anschließend spielte er zwei Jahre lang in der Superliga für Metallurg Nowokusnezk.
Nachdem Jeschow in der Saison 2005/06 für Atlant Mytischtschi in der Superliga auf dem Eis stand, spielte er zwei Jahre lang für dessen Ligarivalen HK Traktor Tscheljabinsk. Von 2008 bis 2010 trat der ehemalige Junioren-Nationalspieler mit dem HK Awangard Omsk in der neu gegründeten Kontinentalen Hockey-Liga an. Zur Saison 2010/11 wechselte der Russe innerhalb der KHL zu seinem Ex-Klub Traktor Tscheljabinsk, ehe er ein Jahr später von Amur Chabarowsk verpflichtet wurde.
Für Amur absolvierte er bis November 2012 45 KHL-Partien, ehe sein Vertrag aufgelöst wurde. Wenige Tage später wurde er erneut von  Metallurg Nowokusnezk verpflichtet und absolvierte bis Saisonende 32 KHL-Partien für den Verein. Anschließend kehrte er zu Amur zurück.

### International
Für Russland nahm Jeschow an den U18-Junioren-Weltmeisterschaften 2002 und 2003 sowie den U20-Junioren-Weltmeisterschaften 2003, 2004 und 2005 teil. Mit den U18-Junioren gewann er 2002 die Silber- und 2003 die Bronzemedaille, wobei er bei der U18-WM 2003 mit vier Assists als Verteidiger mit den meisten Vorlagen zu diesem Erfolg beitrug. Bei der U20-WM 2003 wurde Jeschow mit seinem Land schließlich Weltmeister und 2005 bei der U20-WM Vizeweltmeister.

## Erfolge und Auszeichnungen
- 2002 Silbermedaille bei der U18-Junioren-Weltmeisterschaft
- 2003 Goldmedaille bei der U20-Junioren-Weltmeisterschaft
- 2003 Bronzemedaille bei der U18-Junioren-Weltmeisterschaft
- 2005 Silbermedaille bei der U20-Junioren-Weltmeisterschaft

## Statistik
(Stand: Ende der Saison 2013/14)